# پارکوود (کالیفرنیا)
پارکوود (به انگلیسی: Parkwood) یک منطقهٔ مسکونی در ایالات متحده آمریکا است که در شهرستان مادرا، کالیفرنیا واقع شده‌است. پارکوود ۱٫۸۰۷ کیلومتر مربع مساحت و ۲٬۲۶۸ نفر جمعیت دارد و ۸۰ متر بالاتر از سطح دریا واقع شده‌است.